# Inflatispora
Inflatispora is een monotypisch geslacht van schimmels uit de onderstam Pezizomycotina. Het bevat alleen Inflatispora pseudostromatica. De familie is nog niet eenduidig bepaald (Incertae sedis).